# وویتک کوچرا
وویتک کوچرا (انگلیسی: Vojtěch Kučera؛ زادهٔ ۱۹ ژانویهٔ ۱۹۷۵) شاعر و ویراستار ادبی اهل کشور جمهوری چک است. او در رشته جغرافیا در دانشکده علوم دانشگاه ماساریک در برنو تحصیل کرد. او سردبیر قدیمی مجله شعر ولز است.